# Cindy Franssen
Cindy Franssen (Oudenaarde, 30 januari 1976) is een voormalig Belgisch politica en Europees parlementslid voor cd&v. 

## Studies
Cindy Franssen is van opleiding licentiate politieke wetenschappen. Ze studeerde in 1998 af aan de Universiteit Gent.

## Levensloop
Van 1998 tot 1999 werkte Cindy Franssen als bediende bij de Christelijke Mutualiteiten en ze was van 1999 tot 2003 parlementair medewerker van senatrice Sabine de Bethune. Van 2003 tot 2007 was ze stafmedewerker voor Vrouw & Maatschappij, de politieke vrouwenbeweging die gelieerd is aan de cd&v.
Ze werd van 2001 tot 2002 OCMW-raadslid en van 2002 tot 2005 OCMW-voorzitster in haar toenmalige woonplaats Wortegem-Petegem. In 2000 werd ze voor de eerste maal verkozen als provincieraadslid en herkozen in 2006. Bij deze verkiezingen werd ze ook verkozen tot gemeenteraadslid van Oudenaarde, wat ze bleef tot in 2012. Van januari 2019 tot februari 2024 was ze opnieuw gemeenteraadslid van Oudenaarde en van januari tot juni 2019 was ze er schepen van Sociale Zaken en voorzitter van het Bijzonder Comité voor de Sociale Dienst.
In 2007 nam ze ontslag uit de provincieraad, omdat ze begin juli van dat jaar voor de kieskring Oost-Vlaanderen lid werd van het Vlaams Parlement als opvolger van Etienne Schouppe, die na de federale verkiezingen van juni 2007 de overstap maakte naar de Senaat.
Ook na de volgende Vlaamse verkiezingen van 7 juni 2009 en van 25 mei 2014 bleef ze Vlaams Parlementslid. In het Vlaams Parlement zetelde ze van 2007 tot 2009 in de commissie Openbare Werken, Mobiliteit en Energie en van 2009 tot 2019 in de commissie Welzijn, Volksgezondheid en Gezin. Na de verkiezingen van juni 2009 werd ze door het Vlaams Parlement aangesteld als gemeenschapssenator en na de verkiezingen van mei 2014 werd ze deelstaatsenator, wat ze bleef tot in december 2018. In de Senaat was ze van 2009 tot 2014 effectief lid van de commissie Sociale aangelegenheden en ondervoorzitter van het Adviescomité voor gelijke kansen voor vrouwen en mannen.
Van 2010 tot 2017 was ze lid van de Parlementaire Vergadering van de Raad van Europa. 
Van 2011 tot 2022 was ze tevens nationaal ondervoorzitter van cd&v.
Bij de verkiezingen in mei 2019 kreeg ze de tweede plaats voor de Europese lijst. Ze raakte effectief verkozen in het Europees Parlement en nam daardoor ontslag als schepen van Oudenaarde.
Op 8 oktober 2019 werd ze samen met Griet Smaers interim-voorzitter van cd&v in opvolging van Wouter Beke, die minister in de Vlaamse Regering werd. Ze bleven aan tot 6 december dat jaar, toen Joachim Coens tot partijvoorzitter werd verkozen.

## Europees Parlement
In het Europees Parlement zetelde Cindy Franssen in de commissies werkgelegenheid en sociale zaken (EMPL) en vanaf maart 2022 in de de commissie COVID-19-pandemie: lessen en aanbevelingen voor de toekomst (COVI). Ook werd ze plaatsvervangend lid in de commissies milieubeheer en volksgezondheid (ENVI) en vrouwenrechten en gendergelijkheid (FEMM). Tevens werd Cindy Franssen in juni 2020 coördinator in de Bijzondere Commissie voor de strijd tegen kanker, die door het Europees Parlement werd opgericht om kanker beter te bestrijden. In die hoedanigheid werkte ze mee aan een Europees plan voor betere preventie, behandeling en nazorg van de ziekte die jaarlijks aan meer dan een miljoen Europeanen het leven kost. Het eindrapport werd in februari 2022 goedgekeurd door het Europees Parlement in Straatsburg.
In de commissies werkgelegenheid en sociale zaken concentreerde ze zich op de thema's sociale zaken, waardig werk, gezondheid, armoedebestrijding, een gezonde leefomgeving, gelijke kansen, de strijd tegen sociale dumping en veiligheid en gezondheid op de werkvloer en als lid van de commissie milieu, volksgezondheid en voedselveiligheid (ENVI) volgt Cindy Franssen dossiers omtrent volksgezondheid en klimaatbeleid op. Daarnaast engageerde ze zich ook in de interfractiewerkgroepen ‘Fighting against Poverty’ en ‘MEP’s against Cancer’. Op 23 maart 2023 werd ze een van de 30 vaste leden van de net geïnstalleerde subcommissie Volksgezondheid.
Franssen besloot niet meer op te komen bij de Europese verkiezingen van juni 2024 en zette daarmee een punt achter haar actieve politieke loopbaan.
Cindy Franssen is tevens stichtend bestuurslid van het Christen Forum Vlaamse Ardennen en bestuurslid van verschillende instanties binnen de Christelijke Arbeidersbeweging; ACW en opvolger Beweging.net, ACV en de CM Van 2020 tot 2024 was ze eveneens secretaris-generaal van de European Union of Christian Democratic Workers (EUCDW).

## Privé
Cindy Franssen woont in Oudenaarde, is gehuwd en heeft twee kinderen.